# Leonard de Verdmon Jacque
Leonard de Verdmon Jacques (ur. 1861, zm. 1930 w Radzyminie) – pisarz i społecznik. 

## Życiorys
Uczęszczał do gimnazjum oraz na studia pedagogiczne w Warszawie. W 1880 roku został dziennikarzem w „Gazecie Kaliskiej” oraz „Gazecie Świątecznej”. Jako pracownik Zarządu Ubezpieczeń Wzajemnych miał możliwość podróżowania po całej Kongresówce. Był współredaktorem „Dziennika dla Wszystkich”, redaktorem „Tygodnika Polskiego” oraz współpracownikiem wielu czasopism warszawskich i prowincjonalnych.
Po odzyskaniu niepodległości reorganizował Towarzystwo Ubezpieczeń Wzajemnych, następnie był pracownikiem starostwa w Radzyminie oraz opiekunem zakładów dobroczynnych w województwie warszawskim.
Wraz ze Stanisławem Graeve napisał, wydany w 1912 roku, Przewodnik po Guberni Kaliskiej.
Leonard de Verdmon Jacques został pochowany na cmentarzu w Radzyminie.

## Publikacje[2]
- Monografia miast wydana w Królestwie Polskiem, 1902. Brak numerów stron w książce
- Krótka monografia wszystkich miast, miasteczek i osad w Królestwie Polskiem, 1902. Brak numerów stron w książce
- Przewodnik ilustrowany po Busku i okolicy, 1900. Brak numerów stron w książce
- Nie czyń tego drugiemu, co tobie nie miło, 1900. Brak numerów stron w książce
- Wskazówki pedagogiczne, 1904. Brak numerów stron w książce
- Kuracja roślinna: 1050 wypróbowanych rad i wskazówek jak leczyć w 150 chorobach ziołami i środkami domowemi z dodaniem opisu krajowych ziół leczniczych, 1914. Brak numerów stron w książce
- Zioła lecznicze: opis i zbieranie, własności lecznicze, apteczka domowa.

### Książki wydane w wydawnictwie Stanisława Graeve
- Częstochowa i okolice: (w dwóch odczytach), 1909. Brak numerów stron w książce
- Szkic historyczny Lublina, 1909. Brak numerów stron w książce
- Z Sieradza przez Zduńską Wolę, Łask, Pabjanice i Rzgów do Łodzi, 1909. Brak numerów stron w książce
- Część dawnego województwa Łęczyckiego: Piątek-Ozorków-Parzęczew-Kazimierz-Lutomiersk-Konstantynów-Aleksandrów-Zgierz-Stryków-Łagiewniki, 1910. Brak numerów stron w książce
- Łęczyca i Tum, 1909. Brak numerów stron w książce
- Łódź w dwóch odczytach, 1909. Brak numerów stron w książce
- Przewodnik po Guberni Kaliskiej z kolorowaną szczegółową mapą miast, osad, wsi, 1912. Brak numerów stron w książce
- Gieografja Królestwa Polskiego, 1912. Brak numerów stron w książce